# Dámaso Cárdenas del Río
Dámaso Cárdenas del Río (Jiquilpan, Michoacán; 5 de diciembre de 1896 - Ciudad de México, 4 de febrero de 1976) fue un ganadero, militar y político mexicano que se desempeñó como gobernador de Michoacán de 1950 a 1956. También se desempeñó como senador entre 1932 y 1934.

## Biografía
Nacido en Jiquilpan, Michoacán, el 5 de diciembre de 1896; fue hermano del presidente Lázaro Cárdenas. Cárdenas, que desempeñó interinamente el gobierno del estado de Michoacán en 1930, fue senador por Michoacán entre 1932 y 1934. Fue el fundador de la ganadería taurina El Junco. Llegó por segunda vez al cargo de gobernador de Michoacán en septiembre de 1950, a pesar de que su hermano había intentado impedir que el Partido Revolucionario Institucional (PRI) lo presentara como candidato. Tras finalizar su administración en 1956 —con una actuación «discreta, pero habilidosa», según Jorge Zepeda Patterson— Falleció en la Ciudad de México el 4 de febrero de 1976 y fue inhumado en la ciudad de Guadalajara Jalisco.

## Vida personal
Su primer matrimonio fue con Teresa Castellanos Pérez con quien tuvo a su hija Teresa Cárdenas Castellanos. Después de la temprana muerte de su primer esposa se casó con Baudelia Castellanos Pérez con quien tuvo 7 hijos:
- Carmela
- Eugenia
- Damaso
- Los cuates Francisco y José quienes fallecieron al nacimiento
- Angela
- Martha 

En la Ciudad de México Tuvo 3 hijos y fueron Óscar, Horacio y Verania Cárdenas Caballero. Sus nietos son Óscar Jorge Cárdenas Jardón, Concepción Verania De Parres Cárdenas, Patricia Verania Cárdenas Reynoso y Edna Rosa Cárdenas Reynoso.